# Bengt Yman
Bengt Ingemar Yman, född 14 oktober 1939 i Linköpings församling, Östergötlands län, död 16 april 2015 i Västermalms församling i Stockholm, var en svensk militär.

## Biografi
Yman avlade officersexamen vid Krigsskolan 1964 och utnämndes samma år till officer i armén. Han befordrades 1972 till kapten och tjänstgjorde 1972–1977 vid Norrlands trängregemente, befordrad till major 1975. Han var 1977–1978 placerad som detaljchef vid Arméstaben och tjänstgjorde 1978–1980 åter på Norrlands trängregemente. Åren 1979–1980 genomgick han utbildning vid Bundeswehr. Han tjänstgjorde vid Göta trängregemente 1980–1981. År 1981 befordrades han till överstelöjtnant och var avdelningschef på Arméstaben 1981–1984, från 1983 som överstelöjtnant med särskild tjänsteställning. Han var 1984–1987 ställföreträdande chef för Operationsledningen vid staben i Södra militärområdet. Från 1987 tjänstgjorde han vid Skånska trängregementet, befordrades 1988 till överste och var 1988–1991 chef för regementet. Han var därefter sektionschef vid staben i Södra militärområdet 1991–1993 och försvarsattaché vid ambassaden i Bonn 1993–1998. Yman är gravsatt i askgravlunden på Kungsholms kyrkogård i Stockholm.